# Campania Island
Campania Island ist eine Insel in den östlichen Randgewässern der Hecate-Straße, in den nordwestlichen Küstengewässern der kanadischen Provinz British Columbia. Sie liegt rund 150 Kilometer südlich von Prince Rupert bzw. rund 120 Kilometer südwestlich von Kitimat und gehört zum Regional District of Kitimat-Stikine.
Campania Island wird, wie die meisten der Inseln im nördlichen Küstenbereich der Provinz, dem Great Bear Rainforest zugerechnet.

## Geographie
Die in ihrer Grundform eher längliche Insel erstreckt sich von Nordwesten nach Südosten und hat eine Fläche von 169 km² sowie einen Umfang von 127 km. Die Insel gehört zu den 150 größten Inseln Kanadas (134. Platz bei mehr als 50.000 Inseln) und damit auch zu den größten der Provinz (27. Platz).
Nach Nordosten grenzt Campania Island an Banks Island, getrennt durch den Nepean Sound, während im Norden Pitt Island liegt. Im Osten, jenseits des Squally Channel, liegt Gil Island und südöstlich des Campania Sound liegt Princess Royal Island. Südlich des Caamaño Sound liegt, neben anderen kleineren Inseln, Aristazabal Island. Im Osten, jenseits des Estevan Sound, liegen die Inseln der Estevan Group. Außerdem ist die Insel von weiteren kleinen und kleinsten Inseln umgeben.
Der höchste Punkt auf der Insel, Mount Pender, liegt im südlichen Zentrum der Insel und erreicht eine Höhe von 740 m. Der südliche Teil der Insel ist eher flach und tief gelegen, bevor er zu den Bergen um den Mount Pender ansteigt. Nördlich der Berge setzt sich die Tieflandtopographie fort, bis sie im Norden nochmals bis zu einer Höhe von rund 450 m ansteigt. Daneben ist die Insel geprägt von großen Moorflächen und flachen Seen und Feuchtgebieten mit vereinzelten Zedern, Strandkiefernwäldern und freiliegendem Grundgestein.
Die gesamte Insel ist Teil eines, im Jahr 2006 eingerichteten, mehr als 20.500 Hektar großen Schutzgebietes, das Lax ka'gaas/Campania Conservancy. Dabei handelt es sich um ein Schutzgebiet besonderen Typs, welches durch BC Parks betreut wird.

## Geschichte
Traditionell ist die Insel Siedlungs- und Jagdgebiet der First Nations, hier der Gitḵ'a'ata und der Gitxaała. Auf der Insel sind 21 archäologische Stätten der Tsimshian bekannt. Europäern erstmals bekannt und durch diese kartografiert wurde sie im Jahr 1792 (siehe Namensherkunft).

## Namensherkunft
Die Insel wurde durch den spanischen Entdecker Jacinto Caamaño, auf seiner Reise entlang der pazifischen Nordküste, als Compañia benannt. Bei seiner späteren Reise übernahm George Vancouver diesen Namen, jedoch mit einem Schreibfehler, in seine Karte.